# زرافة ميديتشي
زرافة ميديشي Medici giraffe هي زرافة أهداها الأشرف قايتباي السلطان المملوكي لمصر، إلى لورينزو دي ميديشي في عام 1487. في محاولة لكسب دعم ميديتشي.
أحدثت ضجة كبيرة لدى وصولها إلى فلورنسا. على الرغم من احتفاظ ميديتشي بنماذج خشبية مجسدة لها لزرافة. حيث كانت تلك المرة الأولى التي يرى فيها أهل فلورنسا زرافة حقيقية.
عرفت بأنها أول زرافة حية تعيش في إيطاليا منذ روما القديمة. لم تظهر زرافة أخرى في أوروبا إلا بعد ثلاثمائة عام.